# Bradpole
Bradpole är en ort i civil parish Bridport, i grevskapet Dorset, i Storbritannien. Den ligger i kommunen Dorset och riksdelen England, i den södra delen av landet, 200 km väster om huvudstaden London. Bradpole ligger 16 meter över havet. Bradpole var en civil parish fram till 2024 när den blev en del av Bridport och Symondsbury. Civil parish hade 2 319 invånare år 2021. Byn nämndes i Domedagsboken (Domesday Book) år 1086, och kallades då Bratepolle.
Terrängen runt Bradpole är platt åt sydost, men åt nordväst är den kuperad. Havet är nära Bradpole åt sydväst.  Närmaste större samhälle är Bridport, 2,0 km sydväst om Bradpole. 